# Olivia Nobs
Olivia Nobs (La Chaux-de-Fonds, 18 novembre 1982) è una snowboarder svizzera, medaglia di bronzo ai XXI Giochi olimpici invernali di Vancouver del 2010, nello snowboardcross.
Nella stessa specialità è stata medaglia d'argento ai Mondiali del 2009, disputatisi a Gangwon, in Corea del Sud.